# Alan Walker (DJ)

Logo oficial de Alan Walker.

Alan Olav Walker (Northampton; 24 de agosto de 1997) es un DJ, remezclador y productor discográfico noruego de origen británico. Es conocido por su sencillo «Faded» de 2015, que fue certificado platino en catorce países. Tres de sus sencillos, «Faded», «Alone» (2016) y «The Spectre» (2017), han alcanzado más de mil millones (billón) de visualizaciones en YouTube.
También ha lanzado varias canciones reconocidas, incluyendo «Spectre» y «Force» (2015), «Sing Me To Sleep» (2016), «All Falls Down» con Noah Cyrus y Digital Farm Animals (2017), «Darkside» (2018), «Diamond Heart» (2018), «On My Way» con Sabrina Carpenter y Farruko (2019),  «Alone, Pt. II» con Ava Max (2019), y «Play» con K-391, Martin Tungevaag & Mangoo (2019) 
A principios de 2017, el canal de Walker se convirtió en el canal de YouTube más suscrito registrado en Noruega, con seis millones de suscriptores. A partir de agosto de 2025, su canal sigue siendo el canal más suscrito en Noruega, con 47,1 millones de suscriptores. También tiene la mayor cantidad de visitas de cualquier creador noruego, con 15 mil millones de visualizaciones.

## Biografía
Alan Walker nació el 24 de agosto de 1997 en Northampton (Reino Unido), hijo del británico Philip Alan Walker y su esposa noruega Hilde Omdal Walker. Como resultado, se le concedió la doble ciudadanía tanto británica como noruega. Walker, a los dos años de edad, se mudó a Bergen (Noruega) con su familia. Cuenta con dos hermanos: una hermana mayor, Camilla, nacida en Reino Unido, y un hermano menor, Andreas, nacido en Noruega.
Más tarde, Walker encontró interés en las computadoras, un pasatiempo que lo ha llevado más profundamente al diseño gráfico informático y la programación musical. Inicialmente no tenía antecedentes musicales, pero pudo aprender por sí mismo viendo tutoriales de YouTube basados en la producción musical.

## Trayectoria musical

### 2012-2016: Inicios
En 2012, Walker estaba escuchando una canción del DJ David Whistle (también conocido como DJ Ness) y se acercó a él para averiguar cómo producía su música. Se inspiró en los productores de EDM K-391 y Ahrix, y en compositores de cine como Hans Zimmer y Steve Jablonsky. Comenzó a producir su música en su computadora portátil usando FL Studio . En julio de 2012, con la ayuda y los comentarios de sus fanáticos en línea, comenzó a seguir su carrera de productor musical y poco a poco comenzó a publicar su música en YouTube y SoundCloud. Comenzando como productor de dormitorio, fue más conocido como DJ Walkzz antes de firmar un contrato discográfico y lanzar su sencillo debut en 2014.
En 2014, compuso «Fade», canción que subió a su canal de YouTube y llamó la atención de algunas personas, entre ellas del sello discográfico NoCopyrightSounds (NCS), con el que firmó un contrato. NoCopyrightSounds lanzó «Fade» en su canal de YouTube el 3 de noviembre de 2014, consiguiendo un gran éxito y recibiendo más de 400 millones de reproducciones en poco tiempo. Luego, le siguieron las canciones «Spectre» y «Force» en 2015.
Walker firmó con MER Musikk bajo Sony Music Suecia y lanzó su siguiente sencillo, "Faded", una versión vocal remasterizada de "Fade". Fue lanzado el 8 de diciembre de 2015 y contó con la cantante de pop Naustdal no acreditada Iselin Solheim. El sencillo encabezó las listas de fin de año en Austria, Alemania, Suiza y Suecia, las listas de iTunes en 33 países, además de ingresar al top 10 en Spotify Global Chart. El video musical en YouTube tiene más de 3.2 mil millones de vistas y 24 millones de me gusta, colocándolo entre los 10 videos de YouTube con más me gusta . Tiene más de 1600 millones de reproducciones en Spotify, y también es una de las 10 pistas más shazameadas de 2016. El sencillo también recibió remixes oficiales de Tiësto, Dash Berlin y Hardwell. Más tarde lanzó una versión acústica "restringida" de la canción, con todos los elementos EDM eliminados.
Walker dejó la escuela secundaria en enero para seguir su carrera musical.[19] El 27 de febrero, Walker hizo su debut en los Winter X Games de Oslo, donde interpretó 15 pistas, incluida la canción "Faded", junto con Iselin Solheim.[20][21] En marzo, Walker había producido entre 30 y 40 canciones en total, pero "Faded" marca su primer sencillo con Sony Music Suecia y el primero en lograr tal éxito mundial [22] El 7 de abril, Walker se asoció con Zara Larsson en los premios Echo en Alemania. Juntos interpretaron las canciones de cada uno "Faded" y "Never Forget You".[23] Cuatro semanas antes, logró el primer lugar en NRJ Euro Hot 30 por primera vez, que solo ha logrado otro artista noruego, Kygo.[24]
El sencillo "Sing Me to Sleep" fue lanzado el 3 de junio, con la participación de la vocalista femenina Iselin Solheim, la misma vocalista de "Faded". La canción encabezó las listas de iTunes en 7 países. Su video musical en YouTube tiene más de 570 millones de visitas,[25] y también alcanzó los 250 millones de reproducciones en Spotify.[26] Otro sencillo titulado " Alone " también fue lanzado el 2 de diciembre de ese mismo año, incorporando a la cantante sueca no acreditada Noonie Bao.[27] El video musical en YouTube tiene más de mil millones de visitas,[28] la pista también obtuvo más de 390 millones de reproducciones en Spotify.[29] La canción fue descrita como "la pieza final de una trilogía que consiste en 'Faded', 'Sing Me To Sleep' y 'Alone'" de Gunnar Greeve, manager de Walker y coguionista del sencillo.[30]
El 21 y 22 de diciembre, Walker realizó el concierto "Alan Walker is Heading Home" en su ciudad natal de Bergen en USF Verftet, donde interpretó 16 canciones y pistas junto con Angelina Jordan, Marius Samuelsen, Alexandra Rotan, Yosef Wolde-Mariam y Tove . Styrke como cantantes.[31] [32] El concierto se transmitió oficialmente en vivo en YouTube. [33] Estrenó varias pistas inéditas, incluida una versión reconstruida de "Sing Me to Sleep", así como "Heading Home", la última de las cuales se interpretó por primera vez durante su debut en Winter X Games. La canción "The Spectre", una versión remasterizada de su tema anterior "Spectre", también se interpretó durante el concierto.
El 23 de diciembre, Walker lanzó el video del sencillo "Routine", que se estrenó en su concierto en Bergen dos días antes y en algunos conciertos del "Walker Tour". La pista fue hecha en colaboración con David Whistle. Su video musical en YouTube tiene más de 58 millones de visitas,[34] y 47 millones de reproducciones en Spotify.[35]

### 2017-FAMA
A principios de 2017, el canal de YouTube de Alan se convirtió en el canal con más suscriptores registrado en Noruega, tras pasar cerca de 4,5 millones de suscriptores(e incrementando), tuvo la mayor cantidad de visitas entre los YouTubers noruegos con alrededor de 7.7 mil millones de visitas al 25 de enero de 2020.[36] [37] Entre febrero y abril, realizó una gira por Estados Unidos, incluida la asistencia al Euphoria Festival en Texas.[38] En 2019, el video musical de Alan "Diamond Heart" recibió una nominación a Mejor fotografía en los Premios de videos musicales de Berlín.[39] Su video musical de ''Heading Home'' con Ruben aparece en la lista de selección de Silver Screenings 2021 del festival.[40]
El 26 de noviembre de 2021, Alan Walker lanzó su segundo álbum de estudio titulado "World of Walker", que consta de 15 pistas, principalmente hechas en electropop y EDM.[41] En 2022, anunció su nueva gira mundial Walkerverse, junto con su próximo álbum del mismo nombre que se lanzará en dos partes. La primera parte se lanzó el 17 de junio de 2022 y consta de cinco pistas: una remezcla de "Adventure Time", originalmente cantada por Philter, "Somebody Like U" con Au/Ra, "Blue" con Ina Wroldsen y previamente lanzada. canciones "The Drum" y "Hello World" con Torine.[42]
2023 - WALKERWORLD
El 10 de noviembre del 2023, Alan Walker anuncio el Proyecto "Walkerworld" con 10 pistas, cómo "Hero" con Sasha Alex Sloan,  "Endless Summer" con Zak Abel y "Better Off (Alone, Pt. III)" con Dash Berlin y Vikkstar
El proyecto continúa con "Walkerworld, 2.0" anunciado el 10 de diciembre de 2024 y lanzado el 10 de enero de 2025, con nuevos tracks, cómo "Fire!" con YUQI del Grupo coreano, idle, y JVKE, "Who I Am" con Putri Ariani y Peder Elias, "Barcelona" con Ina Wroldsen, "Thick Of it All" con Joe Jonas y Julia Michaels, entre otros más. Otro track que inesperadamente llegó el 17 de enero de 2025 "Forever Young" con vocalista inédito, en Plataformas musicales forma parte de "Walkerworld 2.0"que consta de 23 canciones pero con este serían 24 canciones.
Futuramente,  Quizás el 2025, se lánze o aproxime, "Walkerworld: The Last Ride" o "World Of Walker: Rise Of The Drones"  que, cómo su nombre lo indica, sería el Final de esta Travesía, Hay algunos tracks que pueden formar parte de él: "Dust" con Robin Packalen, "Story Of a bird" con KING, "Me, Myself And The Night" con vocalista inédito, "World Of Walker: Rise Of The Drones", "Heartbreak Melody' con FAANGS,  y "Old Habits" con Sofía Reyes y Farruko (Fuente : worldofwalker.com)
2025 - LONELY CLUB

## Imagen artística
Walker fue originalmente conocido como DJ Walkzz, o simplemente Walkzz, cuando estaba comenzando. Terminó usando su nombre real, Alan Walker, como su nombre de artista después de registrarse con un sello discográfico. Diseñó su logotipo en 2013, un símbolo que consiste en las letras A y W entrelazadas, que son las iniciales de su nombre. Él usa una sudadera con capucha y una máscara facial cuando actúa en el escenario. Cuando se le preguntó por qué utilizaba una máscara durante una entrevista con NRK, dijo: «Es para pasar desapercibido y mantener la imagen mental que me han dado. Creo que es bastante chulo. Un pequeño giro que hace que la gente se pregunte quién es realmente la persona que está detrás de Alan Walker». En un episodio de su serie Unmasked, declaró: «La máscara es más es más bien un signo y un símbolo de unidad y de parecerse a los demás, más que de ser yo diferente».

## Crítica
A pesar de los elogios de la crítica hacia sus canciones más populares, Walker recibió críticas de un video-tutorial sobre la producción de su canción «Alone», a través del canal de YouTube de Future Music Magazine. Debido a la amplia participación de su coproductor Mood Melodies en la producción de la canción, el video recibió una reacción violenta de muchos de los fanáticos de Walker, quienes consideraron a Mood Melodies como su «productor fantasma».

## Discografía

### Álbumes de estudio
- 2018: Different World[23]

1. "Intro"
2. "Lost Control" (con Sorana)[24]
3. "I Don't Wanna Go" (con Julie Bergan)[25]
4. "Lily" (con K-391 & Emelie Hollow)[26]
5. "Lonely" (con Steve Aoki feat. ISÁK & Omar Noir)[27]
6. "Do It All For You" (con Trevor Guthrie)[28]
7. "Different World" (con K-391, Sofia Carson feat. CORSAK)[29]
8. "Interlude"[30]
9. "Sing Me To Sleep"[31]
10. "All Falls Down" (con Noah Cyrus, Digital Farm Animals feat. Juliander)[32]
11. "Darkside" (con Au/Ra y Tomine Harket)[33]
12. "Alone"[34]
13. "Diamond Heart" (con Sophia Somajo)[35]
14. "Faded" (Interlude)[36]
15. "Faded"[37]

### Sencillos
| Año  | Título                                                     | Mejor posición | Mejor posición | Mejor posición | Mejor posición | Mejor posición | Mejor posición | Mejor posición | Mejor posición | Mejor posición | Certificación |
| Año  | Título                                                     | NOR            | DIN            | FIN            | ESP            | IRL            | ITA            | NLD            | SUE            | RU             | Certificación |
| ---- | ---------------------------------------------------------- | -------------- | -------------- | -------------- | -------------- | -------------- | -------------- | -------------- | -------------- | -------------- | --- |
| 2014 | «Fade»                                                     | —              | —              | —              | —              | —              | —              | —              | —              | —              | — |
| 2015 | «Spectre»                                                  | —              | —              | —              | —              | —              | —              | —              | —              | —              | — |
| 2015 | «Force»                                                    | —              | —              | —              | —              | —              | —              | —              | —              | —              | — |
| 2015 | «Faded»                                                    | 1              | 3              | 1              | 10             | 6              | 1              | 2              | 1              | 7              | - NOR: 2× Platino - ESP: 4× Diamante - DIN: 2× Platino - FIN: Platino - ALE: 2× Platino - ITA: 8× Platino - NLD: Oro - NZ: 2× Platino - SUE: 11× Platino - RU: Platino - MX: Platino |
| 2016 | «Sing Me to Sleep»                                         | 1              | —              | 4              | 10             | —              | —              | —              | 9              | 95             | - ALE: Platino - ITA: Oro - SUE: 3× Platino |
| 2016 | «Routine»                                                  | —              | —              | —              | —              | —              | —              | —              | —              | —              | — |
| 2016 | «Alone»                                                    | 1              | —              | 1              | 100            | 74             | 36             | 53             | 2              | —              | - EE UU: Platino - RU: Platino - SUE: 3× Platino |
| 2017 | «Back To Beautiful» (Sofia Carson feat. Alan Walker)       | —              | —              | —              | —              | —              | —              | —              | —              | —              | — |
| 2017 | «Ignite (Instrumental)» (feat. K-391)                      | —              | —              | —              | —              | —              | —              | —              | —              | —              | — |
| 2017 | «Tired» (feat. Gavin James)                                | 5              | —              | —              | 100            | 78             | —              | —              | 21             | —              | - ESP: 2× Diamante |
| 2017 | «The Spectre»                                              | 1              | —              | —              | 10             | —              | —              | —              | 6              | —              | — |
| 2017 | «All Falls Down» (feat. Noah Cyrus & Digital Farm Animals) | 1              | —              | —              | —              | 10             | —              | —              | —              | —              | — |
| 2018 | «Ignite» (con K-391 feat. Julie Bergan & Seungri)          | 1              | —              | —              | —              | 10             | —              | —              | —              | —              | — |
| 2018 | «Darkside» (feat. Au/Ra & Tomine Harket)                   | 1              | —              | —              | —              | 10             | —              | —              | —              | —              | — |
| 2018 | «Diamond Heart» (feat. Sophia Somajo)                      | 1              | 1              | 65             | 4              | 2              | 6              | 5              | 1              | 1              | — |
| 2018 | «Different World» (feat. Sofia Carson, K-391 & CORSAK)     | 1              | 5              | 2              | 14             | 11             | 42             | 43             | 1              | 1              | — |
| 2019 | «Are You Lonely» (con Steve Aoki feat. ISÁK)               | 2              | 14             | 65             | 5              | 3              | 3              | 49             | 24             | 1              | — |
| 2019 | «On My Way» (feat. Sabrina Carpenter & Farruko)            | 1              | 4              | 1              | 15             | 40             | 31             | 9              | 6              | 1              | — |
| 2019 | «Live Fast» (feat. ASAP Rocky)                             |                |                |                |                |                |                |                |                |                | — |
| 2019 | «Unity» (feat. Walkers)                                    |                |                |                |                |                |                |                |                |                | — |
| 2019 | «Play» (con K-391, Martin Tungevaag feat. Mangoo)          |                |                |                |                |                |                |                |                |                | — |
| 2019 | «Ghost» (con Au/Ra)                                        |                |                |                |                |                |                |                |                |                | — |
| 2019 | «Avem (The Aviation Theme)»                                |                |                |                |                |                |                |                |                |                | — |
| 2019 | «Alone, Pt. II» (con Ava Max)                              |                |                |                |                |                |                |                |                |                | — |
| 2020 | «Heading Home» (con Ruben)                                 |                |                |                |                |                |                |                |                |                | — |
| 2020 | «Space Melody» ( (Eduard Artémiev) con VIZE feat. Leony)   |                |                |                |                |                |                |                |                |                | — |
| 2021 | «Sorry» (con ISÁK)                                         |                |                |                |                |                |                |                |                |                | — |
| 2021 | «Fake A Smile» (con Salem Ilese)                           |                |                |                |                |                |                |                |                |                | — |

### Remixes
| Año  | Título                                              | Artista                                              |
| ---- | --------------------------------------------------- | ---------------------------------------------------- |
| 2013 | «Air» [Alan Walker Remix]                           | LarsM (feat. Mona Moua)                              |
| 2015 | «Rays of Light» [Alan Walker Remix]                 | Broiler                                              |
| 2016 | «Hymn for the Weekend» [Remix]                      | Coldplay                                             |
| 2016 | «Millionaire» (featuring Nelly) [Alan Walker Remix] | Cash Cash & Digital Farm Animals                     |
| 2016 | «Move Your Body» [Alan Walker Remix]                | Sia                                                  |
| 2017 | «Back to Beautiful» [Alan Walker Remix]             | Sofia Carson                                         |
| 2017 | «After the Afterparty» [Alan Walker Remix]          | Charli XCX Lil Yachty                                |
| 2017 | «That's What I Like» [Alan Walker Remix]            | Bruno Mars                                           |
| 2017 | «Issues» [Alan Walker Remix]                        | Julia Michaels                                       |
| 2017 | «Malibu» [Alan Walker Remix]                        | Miley Cyrus                                          |
| 2017 | «Tired » [Alan Walker Remix]                        | Alan Walker (feat. Gavin James)                      |
| 2017 | «Legends Never Die» [Alan Walker Remix]             | League Of Legends (feat. Against The Current & Mako) |
| 2017 | «Lonely Together» [Alan Walker Remix]               | Avicii ft. Rita Ora                                  |
| 2017 | «Strongest» [Alan Walker Remix]                     | Ina Wroldsen                                         |
| 2017 | «Again» [Alan Walker Remix]                         | Noah Cyrus feat. XXXTentacion                        |
| 2018 | «Stranger Things» [Alan Walker Remix]               | Kygo feat. OneRepublic                               |
| 2018 | «All Night» [Alan Walker Remix]                     | Steve Aoki feat. Lauren Jauregui                     |
| 2018 | «This is me» [Alan Walker Relift]                   | Keala Settle & The Greatest Showman Ensemble         |
| 2018 | «Sheep» [Alan Walker Relift]                        | Lay Exo                                              |
| 2019 | «Calma» [Alan Walker Remix]                         | Farruko & Pedro Capó                                 |
| 2019 | «Me Vs. Us» [Alan Walker Remix]                     | Tayla Parx                                           |
| 2019 | «Choir» [Alan Walker Remix]                         | Guy Sebastian                                        |
| 2019 | «Play» [Niya & Alan Walker Remix]                   | Alan Walker & K-391, Tungevaag, Mangoo               |
| 2020 | «Always» [Alan Walker Remix]                        | Gavin James                                          |
| 2020 | «In Your Arms» [Alan Walker Remix]                  | Illenium                                             |
| 2020 | «No Te Enamores» [Alan Walker Remix]                | Milly, Amenazzy, Nío García, Farruko y Jay Wheeler   |
| 2020 | «Selfish» [Alan Walker Remix]                       | Madison Beer                                         |

### Futuros lanzamientos
| Año  | Disponible | Canción          | Colaboración          | Sello discográfico            | Nota                                              |
| ---- | ---------- | ---------------- | --------------------- | ----------------------------- | ------------------------------------------------- |
| 20?? | n/a        | "Give Me Hope"   | n/a                   | ???                           | Tocada en Tomorrowland 2017 y Beats for Love 2018 |
| 20?? | n/a        | "Digital Lights" | Diviners              | n/a                           | Tocada en Moscú, Rusia                            |
| 2025 | n/a        | "Old Habits"     | Sofia Reyes & Farruko | World Of Walker Music AB ???? | Tocada en Tommorowland 2025, Bélgica              |

## Giras

### Cabeza de gira
- Walker Tour (2016-2018)
- World of Walker Tour (2018)
- Different World Tour (2018-2019)
- Aviation tour (2019-2020)
- Walkerverse The Tour (2022 - 2023)
- Walkerworld Tour (2024)
- Walkerworld: Asia & India Tour (2024 - 2025)
- Walkerworld: The Last Ride (2025- 2026)

### Telonero
- Rihanna: Anti World Tour (2016)
- Justin Bieber: Purpose World Tour (2017)
- Martin Garrix: Jueves en Ushuaïa Ibiza Beach Hotel (2017)

## Premios y nominaciones
| Año  | Organización                                      | Premio                                        | Nominado/trabajo                                                    | Resultado | Ref.            |
| ---- | ------------------------------------------------- | --------------------------------------------- | ------------------------------------------------------------------- | --------- | --------------- |
| 2016 | Gullsnutten                                       | Årets Musikk (Músico del año)                 | Alan Walker                                                         | Ganador   | [ 96 ]          |
| 2016 | MTV Europe Music Awards                           | Mejor desempeño noruego                       | Alan Walker                                                         | Ganador   | [ 97 ]          |
| 2016 | P3 Gull                                           | Årets Nykommer (Revelación del año)           | Alan Walker                                                         | Nominado  | [ 98 ]          |
| 2016 | P3 Gull                                           | Årets Låt (Canción del año)                   | "Faded"                                                             | Nominado  | [ 98 ]          |
| 2016 | Cannes Lions International Festival of Creativity | Premio Cannes Lions                           | "Faded"                                                             | Ganador   | [ 99 ]          |
| 2016 | Eska Music Awards                                 | Mejor hit internacional                       | "Faded"                                                             | Ganador   | [ 100 ]         |
| 2016 | NRJ Music Awards Norge                            | Årets Norske Låt (Canción noruega del año)    | "Sing Me to Sleep"                                                  | Ganador   | [ 101 ]         |
| 2016 | EBBA Awards '17 by Eurosonic Noorderslag          | Border Breakers europeo                       | Alan Walker                                                         | Ganador   | [ 102 ]         |
| 2017 | EBBA Awards '17 by Eurosonic Noorderslag          | Elección del público                          | Alan Walker                                                         | Nominado  | [ 102 ]         |
| 2017 | Spellemannprisen '16                              | Årets Låt (Canción del año)                   | "Faded"                                                             | Ganador   | [ 103 ]         |
| 2017 | Brit Awards                                       | Sencillo británico del año                    | "Faded"                                                             | Nominado  | [ 104 ] [ 105 ] |
| 2017 | KKBox Music Awards                                | Mejor artista occidental del año              | Alan Walker                                                         | Ganador   | [ 106 ]         |
| 2017 | KKBox Music Awards                                | Mejor canción occidental del año              | "Faded"                                                             | Ganador   | [ 106 ]         |
| 2017 | WDM Radio Awards                                  | Mejor nuevo talento                           | Alan Walker                                                         | Ganador   | [ 107 ]         |
| 2017 | Gullsnutten                                       | Årets Musikk (Músico del año)                 | Alan Walker                                                         | Ganador   | [ 108 ]         |
| 2017 | Echo Awards                                       | Mejor revelación internacional                | Alan Walker                                                         | Nominado  | [ 109 ]         |
| 2017 | Echo Awards                                       | Canción del año                               | "Faded"                                                             | Nominado  | [ 109 ]         |
| 2017 | Swiss Music Awards                                | Mejor hit internacional                       | "Faded"                                                             | Ganador   | [ 110 ]         |
| 2017 | Berlin Music Video Awards                         | Mejor editor                                  | "Sing Me to Sleep" (Video musical)                                  | Nominado  | [ 111 ]         |
| 2017 | Spellemann and Music Norway                       | Eksportprisen '16 (Premio de exportación '16) | Alan Walker                                                         | Ganador   | [ 112 ]         |
| 2017 | MTV Europe Music Awards                           | Mejor desempeño noruego                       | Alan Walker                                                         | Ganador   | [ 113 ]         |
| 2018 | Spellemannprisen '17                              | Årets Låt (Canción del año)                   | Alone                                                               | Nominado  | [ 114 ]         |
| 2018 | WDM Radio Awards                                  | Mejor pista de bajo                           | "All Falls Down" (Compartido con Noah Cyrus & Digital Farm Animals) | Nominado  | [ 115 ]         |
| 2018 | WDM Radio Awards                                  | Mejor pista en tendencia                      | "Tired"                                                             | Nominado  | [ 115 ]         |
| 2018 | WDM Radio Awards                                  | Mejor Remix                                   | "Issues"                                                            | Nominado  | [ 115 ]         |
| 2018 | International Dance Music Awards                  | Mejor artista innovador                       | Alan Walker                                                         | Ganador   | [ 116 ]         |
| 2018 | MTV Europe Music Awards                           | Mejor desempeño noruego                       | Alan Walker                                                         | Ganador   | [ 117 ]         |
| 2019 | Spellemannprisen '18                              | Årets Låt (Canción del año)                   | "Darkside" (Compartido con Tomine Harket & Au/Ra)                   | Nominado  | [ 118 ]         |
| 2019 | Spellemannprisen '18                              | Årets Låt (Canción del año)                   | "Ignite" (Compartido con K-391, Julie Bergan & Seungri)             | Nominado  | [ 118 ]         |
| 2019 | Spellemannprisen '18                              | Årets Spellemann (Spellemann del año)         | Alan Walker                                                         | Ganador   | [ 118 ]         |

## Ranking de la revistaDJMag
| DJ          | 2016 | 2017 | 2018 | 2019 | 2020 | 2021 | 2022 | 2023 |
| ----------- | ---- | ---- | ---- | ---- | ---- | ---- | ---- | ---- |
| Alan Walker | 55.º | 17.º | 36.º | 27.º | 26.º | 22.° | 17.° | 11.° |